# Deniz Yılmaz
Deniz Yılmaz (Illerkirchberg, 1988. február 26. –) német születésű török labdarúgó, a Bursaspor csatára.

## Sikerei, díjai
Törökország U17
- Európa-bajnokság U17
  - győztes: 2005